# Republik Zamboanga
Die Republik Zamboanga war eine kurzlebige revolutionäre Regierung, die von General Vicente Alvarez mit seinen Zamboangueño Revolutionary Forces gegründet wurde, nachdem die spanische Regierung in Zamboanga, Philippinen, offiziell kapituliert und Real Fuerza de Nuestra Señora La Virgen del Pilar de Zaragoza im Mai 1899 an General Vicente Álvarez übergeben hatte. Am 28. Mai 1899 proklamierte General Vicente Álvarez die Unabhängigkeit und wurde der erste und letzte wirklich gewählte Präsident der Republik.